# تلسکوپ قطب جنوب
تلسکوپ قطب جنوب (به انگلیسی: South Pole Telescope) یا (SPT) تلسکوپی با قطر ۱۰ متر (۳۹۴ اینچ) است که در ایستگاه جنوبگان آمونسن - اسکات، در قطب جنوب قرار دارد. این تلسکوپ برای مشاهدات نجومی در مقیاس‌های ریزموج (مایکروویو)، میلی‌مترموج و امواج تراهرتز (زیرمیلیمتر) طیف الکترومغناطیسی، با هدف طراحی ویژه اندازه‌گیری انتشار ضعیف، منتشر شده از پس زمینهٔ مایکروویو کیهانی (CMB) طراحی شده‌است. نخستین بررسی مهم با SPT؛ که برای یافتن توده‌های گسترده و دور کهکشان‌ها از طریق تعامل آن‌ها با CMB، با هدف محدود کردن معادلهٔ حالت انرژی تاریک، در اکتبر ۲۰۱۱ به پایان رسید. در اوایل سال ۲۰۱۲، یک دوربین جدید (SPTpol) بر روی SPT نصب شد که دارای حساسیت و توانایی بیشتری در اندازه‌گیری قطبی شدن نور ورودی بود. از این دوربین از سال ۲۰۱۲ تا ۲۰۱۶ برای تهیه نقشه‌های با وضوح بالا با وضوح بالا از صدها درجه مربع از آسمان جنوبی استفاده شد. در سال ۲۰۱۷، دوربین SPT-3G نسل سوم بر روی این تلسکوپ نصب شده‌است، که تقریباً یک مرتبه از افزایش سرعت در نقشه‌برداری بیش از SPTpol را فراهم می‌کند.